# Cheese on toast
Il cheese on toast è uno spuntino preparato mettendo del formaggio su del pane tostato che viene poi cotto alla griglia.

## Storia
Il cheese on toast ha origini incerte, e delle correlazioni con il simile Welsh rarebit gallese, di cui parla Hannah Glasse nel suo celebre The Art of Cookery Made Plain and Easy del 1747.
Nel 1958, il losangelino Del Johnson, fondatore della catena di ristoranti Sizzler, inaugurò il National Cheese Toast Day, che si festeggia il 15 settembre.
Il toast al formaggio è oggi piuttosto diffuso negli USA, e gode di una certa popolarità anche nel Regno Unito.

## Caratteristiche
Il cheese on toast è un semplice spuntino composto da una fetta di pane da toast che, dopo essere stata farcita con formaggio a fette o grattugiato, viene grigliato su uno o entrambi i lati. Il piatto può essere insaporito con altri ingredienti facoltativi, tra cui burro, cipolle tritate (crude o grigliate assieme al formaggio), brown sauce, salsa Worcestershire, ketchup, sottaceti, pomodori fritti, uova fritte, e fagioli con salsa di pomodoro.